# 台湾黄菫
台湾黄菫（学名：Corydalis tashiroi）为紫菫科紫菫属下的一个种。

## 扩展阅读
- 維基物種上的相關：台湾黄菫